# Lamar Hunt U.S. Open Cup 2016
La Lamar Hunt U.S. Open Cup 2016 è stata la centotreesima edizione della coppa nazionale statunitense.

## Squadre partecipanti

### MLS
- Chicago Fire
- Colorado Rapids
- Columbus Crew
- D.C. United
- FC Dallas
- Houston Dynamo
- LA Galaxy
- N.E. Revolution
- New York City

- N.Y. Red Bulls
- Orlando City
- Philadelphia Union
- Portland Timbers
- Real Salt Lake
- S.J. Earthquakes
- Seattle Sounders
- Sporting K.C.

### NASL
- Carolina RailHawks
- Ft. Lauderdale Strikers
- Indy Eleven
- Jacksonville Armada
- Miami FC

- Minnesota Utd
- N.Y. Cosmos
- Rayo OKC
- T.B. Rowdies

### USL Pro
- Arizona United
- Charleston Battery
- Charlotte Independence
- Colorado Springs Switchbacks
- FC Cincinnati
- Harrisburg City I.
- Louisville City
- OKC Energy
- OC Blues

- Pittsburgh Riverhounds
- Richmond Kickers
- Rochester Rhinos
- Sacramento Republic
- Saint Louis FC
- San Antonio FC
- Tulsa Roughnecks
- Wilmington Hammerheads

### NPSL
- Chattanooga FC
- AFC Cleveland
- Atlanta Silverbacks Reserves
- CD Aguiluchos
- Clarkstown S.C. Eagles
- S.A. Corinthians
- Detroit City
- FC Wichita

- Fredericksburg FC
- Indy Eleven NPSL
- Kraze United
- Miami Fusion
- M.B. Mutiny
- Chesterfield United
- Sacramento Gold

### PDL
- Albuquerque Sol
- Burlingame Dragons
- Charlotte Eagles
- Cincinnati Dutch Lions
- Des Moines Menace
- FC Tucson
- GPS Portland Phoenix
- Jersey Express
- L.I. Rough Riders
- Michigan Bucks

- Mississippi Brilla
- N.Y. Red Bulls U23
- Portland Timbers U-23
- Reading Utd
- Seacoast U. Phantoms
- S. Sounders U-23
- Ventura C.F.
- The Villages SC
- Kitsap Pumas

### USASA
- Aromas Café FC
- Boca Raton Football Club
- Lansdowne Bhoys FC
- L.A. Wolves FC
- La Máquina FC
- Motagua New Orleans

- Pancyprian F.
- Outbreak FC
- NTX Rayados
- San Nicolas FC
- Southie FC
- West Chester United

### USCS
- San Francisco City FC

### USSSA
- Harpo's FC

## Date
| Turno            | Data              |
| ---------------- | ----------------- |
| Primo turno      | 11 maggio 2016    |
| Secondo turno    | 18-19 maggio 2016 |
| Terzo turno      | 1 giugno 2016     |
| Quarto turno     | 14-15 giugno 2016 |
| Quinto turno     | 28-29 giugno 2016 |
| Quarti di finale | 20 luglio 2016    |
| Semifinali       | 10 agosto 2016    |
| Finale           | 21 settembre 2016 |

## Risultati

### Terzo turno
Si è giocato mercoledì 1 giugno 2016.
| Squadra 1                    | Risultato      | Squadra 2               |
| ---------------------------- | -------------- | ----------------------- |
| Richmond Kickers             | 1 - 1(0-2 dcr) | Ft. Lauderdale Strikers |
| Charleston Battery           | 1 - 2          | Jacksonville Armada     |
| Lansdowne Bhoys FC           | 0 - 2          | Rochester Rhinos        |
| Harrisburg City I.           | 2 - 1          | Chattanooga FC          |
| Jersey Express               | 0 - 2          | N.Y. Cosmos             |
| FC Cincinnati                | 0 - 1          | T.B. Rowdies            |
| Charlotte Independence       | 0 - 5          | Carolina RailHawks      |
| Louisville City              | 1 - 2 (dts)    | Indy Eleven             |
| Minnesota Utd                | 2 - 0          | Saint Louis FC          |
| Wilmington Hammerheads       | 2 - 1          | Miami FC                |
| OKC Energy                   | 2 - 1          | Rayo OKC                |
| San Antonio FC               | 2 - 1          | Des Moines Menace       |
| Colorado Springs Switchbacks | 3 - 0          | Arizona United          |
| L.A. Wolves                  | 0 - 2          | La Maquina FC           |
| Kitsap Pumas                 | 3 - 1          | Sacramento Republic     |

### Quarto turno
Si è disputato martedì 14 e mercoledì 15 giugno 2016.
| Squadra 1                    | Risultato       | Squadra 2           |
| ---------------------------- | --------------- | ------------------- |
| Colorado Springs Switchbacks | 0 - 1           | Colorado Rapids     |
| Wilmington Hammerheads       | 2 - 2 (1-3 dcr) | Real Salt Lake      |
| La Máquina FC                | 1 - 4           | LA Galaxy           |
| S.J. Earthquakes             | 0 - 2           | Portland Timbers    |
| Harrisburg City I.           | 2 - 3           | Philadelphia Union  |
| T.B. Rowdies                 | 0 - 4           | Columbus Crew       |
| Orlando City                 | 1 - 0           | Jacksonville Armada |
| N.Y. Cosmos                  | 1 - 0           | New York City       |
| N.Y. Red Bulls               | 1 - 0           | Rochester Rhinos    |
| N.E. Revolution              | 1 - 0           | Carolina RailHawks  |
| Ft. Lauderdale Strikers      | 0 - 0 (4-3 dcr) | D.C. United         |
| Sporting K.C.                | 2 - 1           | Minnesota Utd       |
| Indy Eleven                  | 1 - 1 (3-4 dcr) | Chicago Fire        |
| OKC Energy                   | 2 - 2(5-6 dcr)  | FC Dallas           |
| San Antonio FC               | 0 - 4           | Houston Dynamo      |
| Kitsap Pumas                 | 0 - 2           | Seattle Sounders    |

### Quinto turno
Si è svolto martedì 28 giugno e mercoledì 29 giugno 2016.
| Squadra 1               | Risultato      | Squadra 2          |
| ----------------------- | -------------- | ------------------ |
| Chicago Fire            | 2 - 1          | Columbus Crew      |
| Seattle Sounders        | 1 - 1(4-1 dcr) | Real Salt Lake     |
| Sporting K.C.           | 1 - 3          | Houston Dynamo     |
| N.Y. Red Bulls          | 1 - 2          | Philadelphia Union |
| Ft. Lauderdale Strikers | 2 - 1          | Orlando City       |
| N.E. Revolution         | 3 - 2          | N.Y. Cosmos        |
| Colorado Rapids         | 1 - 2          | FC Dallas          |
| LA Galaxy               | 1 - 0          | Portland Timbers   |

### Quarti di finale
Si è disputato martedì 19 e mercoledì 20 luglio 2016.
| Squadra 1               | Risultato       | Squadra 2       |
| ----------------------- | --------------- | --------------- |
| Philadelphia Union      | 1 - 1 (2-4 dcr) | N.E. Revolution |
| FC Dallas               | 1 - 0           | Houston Dynamo  |
| Ft. Lauderdale Strikers | 0 - 3           | Chicago Fire    |
| Seattle Sounders        | 2 - 4           | LA Galaxy       |

### Semifinali
Si è giocato il 9 e il 10 agosto 2016.
| Squadra 1    | Risultato | Squadra 2       |
| ------------ | --------- | --------------- |
| Chicago Fire | 1 - 3     | N.E. Revolution |
| FC Dallas    | 2 - 1     | LA Galaxy       |

### Finale
| Arbitro: | Bob Toledo |

|                                       |           |                 |
| Urruti 23’, 61’ Hedges 40’ Diaz 45+7’ | Marcatori | 6’, 73’ Agudelo |